# 歌劇作曲家列表
本條目為重要歌劇作曲家之列表，上起自雅各布·佩里（十六世紀晚期義大利、歷史上第一部歌劇的作曲家），下至約翰·亞當斯（現代歌劇巨匠之一）。作曲家後附上其重要原由的簡略說明。欲查歌劇史緒論，請見歌劇。本列表依出生時間排序。

## 主要男性歌劇作曲家

### 1550年–1699年

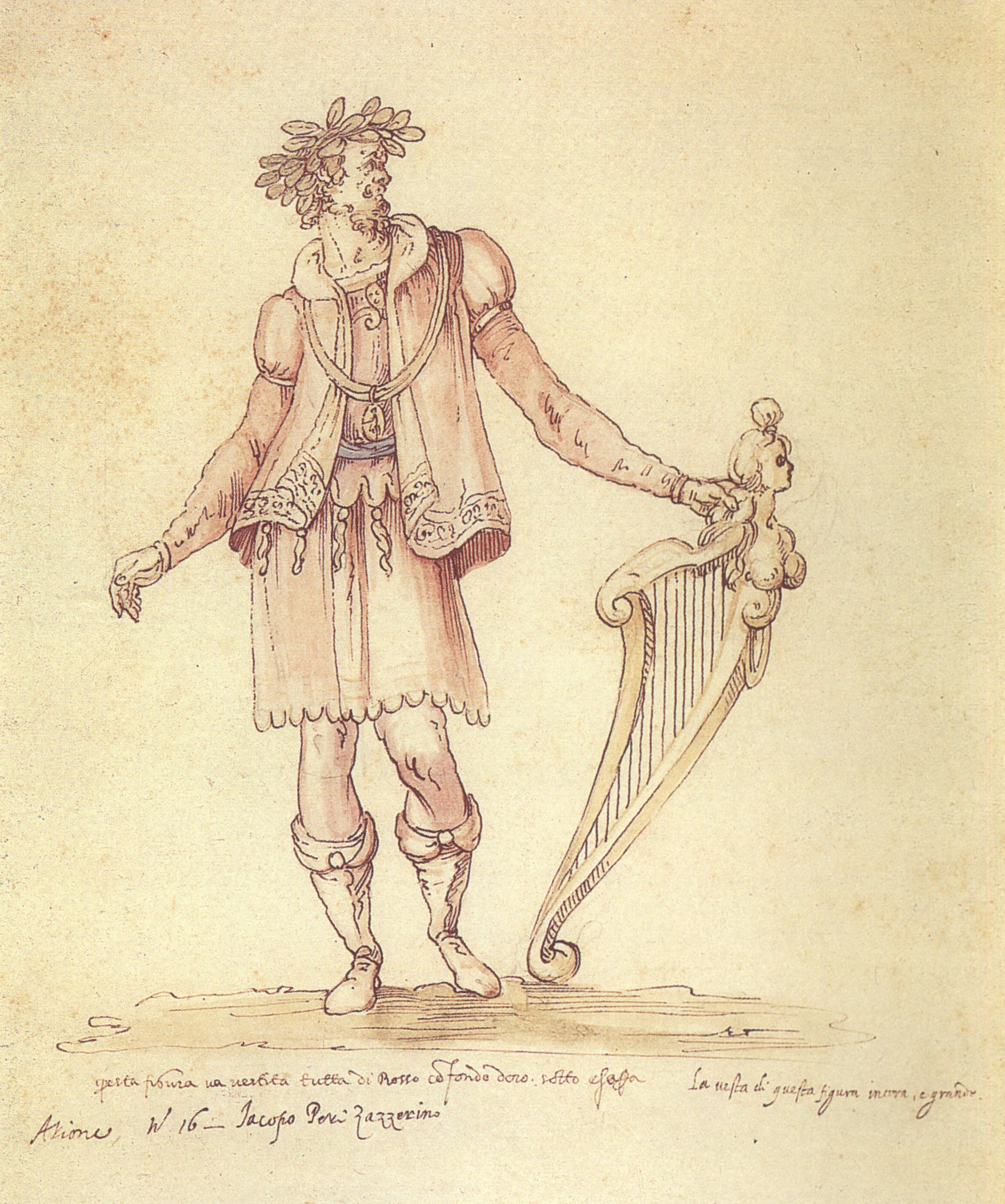
雅各布·佩里，歷史上首部歌劇《達芬妮》的作曲家。

- 雅各布·佩里（1561–1633）。 佛羅倫斯人，譜成歷史上首部歌劇《達芬妮》（Dafne，1598），以及保存至今的最早的歌劇《尤利迪絲》（Euridice，1600）[1]。
- 克勞迪奧·蒙台威爾第（1567–1643）普遍公認是首位主要歌劇作曲家[2]。在《奧菲歐》（Orfeo，1607）中，他將佩里對歌劇的嘗試，加入場景華麗壯觀的幕間劇[3]。到了1640年代的威尼斯，蒙台威爾第的《尤里西斯歸鄉記》（Il ritorno d'Ulisse in patria）與《波佩亞的加冕》（L'incoronazione di Poppea）成功使歌劇轉為具商業價值的形式，其中後者更是現今仍被演出的歌劇劇目中，年代最久遠的一齣之一。
- 弗朗切斯科·卡瓦利（1602–1676）。在蒙台威爾第的最重要繼承者之間，卡伐立是使歌劇流行於全義大利、甚至傳入法國的主要推手。他的作品《伊阿宋》（Giasone）是「十七世紀最受歡迎的歌劇」[4]。
- 讓-巴普蒂斯特·呂利（1632–1687）。呂利與劇本家菲利浦·基諾密切合作，創立了抒情悲劇（tragédie en musique）的傳統[5]，結合歌唱、舞蹈與視覺效果，成為法國近一百年的主流歌劇型式。

- 亨利·普賽爾（1659–1695）。普賽爾是首位極具重要性的英國歌劇作曲家。他的代表作是《狄多與阿尼亞斯》（Dido and Aeneas）[7]。
- 亞歷山大·史卡拉第（1660–1725）。正歌劇（opera seria）發展的關鍵人物。史卡拉第聲稱其生平創作了超過100部歌劇，其中以《葛莉賽達》（La Griselda）最為著名[8]。
- 讓-菲利普·拉莫（1683–1764）是十八世紀最重要的法國歌劇作曲家。延續呂利的歌劇形式[9]，拉莫成功賦予其作品極豐富的創意。拉莫對音樂的大膽創新在當代倍受爭議[9]，但對格魯克影響甚大。
- 約翰·蓋伊（1685–1732）與約翰·克里斯多夫·佩普施（1667–1752）。首部英國民謠歌劇、諷刺政治的滑稽劇《乞丐歌劇》（The Beggar's Opera）的作者[10]。
- 格奧爾格·弗里德里希·韓德爾（1685–1759）。韓德爾首先以他的巴洛克時期「正歌劇」奠定了地位[6]。無視於正歌劇的古板規定，韓德爾創作了一系列超過30部歌劇，至今仍是膾炙人口。《凱撒大帝》（Giulio Cesare）公認為其代表作。

### 1700年–1799年

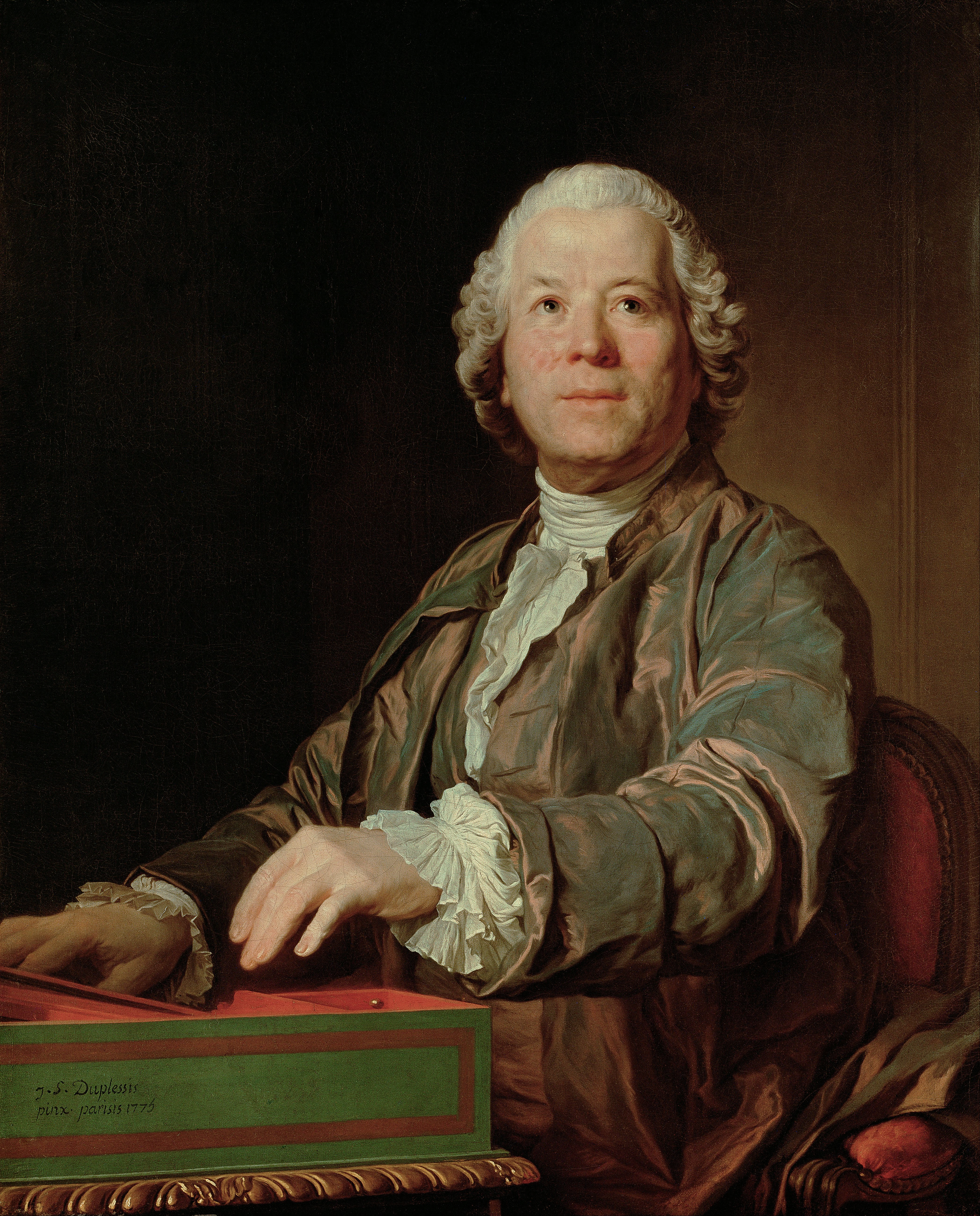
格魯克，約瑟夫·杜普雷西斯所繪的肖像畫（局部），1775年，現藏於維也納藝術史博物館。

- 喬凡尼·巴蒂斯塔·裴高雷西（1710–1736）。裴高雷西也創作正歌劇，但他最具影響力的作品是輕歌劇《管家女僕》（La serva padrona）[11]。
- 克里斯托夫·維利巴爾德·格魯克（1714–1787）是巴洛克歌劇變革至古典歌劇的關鍵角色，為莫札特等後生鋪路，然而他的影響力延續至19世紀，白遼士與華格納都曾公開向他致敬。自他的「改革歌劇」《奧菲歐與尤麗迪絲》（Orfeo ed Euridice）起，格魯克不斷嘗試擺脫正歌劇的傳統正規手法，改以「美麗的質樸」（"beautiful simplicity"，格魯克自言）創作樂曲[12]，不再全然重視精湛華麗的音樂，而是投注心力在戲劇上，致力於歌劇的純粹價值。
- 多米尼科·奇馬羅薩（1749–1801）。義大利作曲家，以輕歌劇《秘密婚禮》（Il matrimonio segreto）聞名，為莫札特與羅西尼喜劇作品間的過渡期搭建了橋梁[13]。

- 沃夫岡·阿瑪迪斯·莫札特（1756–1791）。深受格魯克改革的影響，莫札特與洛倫佐·達·彭特合作的喜歌劇系列《女人皆如此》（Così fan tutte）、《唐·喬望尼》（Don Giovanni）與《費加洛婚禮》（Le nozze di Figaro），以及他的歌唱劇作品《魔笛》（Die Zauberflöte）至今仍是熱門的演出曲目[14]。
- 路易吉·凱魯畢尼（1760–1842）。格魯克的繼承者，凱魯畢尼最著名的歌劇作品是《美狄亞》（Médée）。自1797年公演起，歌劇同名主角便一直被視為女高音（瑪麗亞·卡拉絲等）演唱實力的艱鉅挑戰[15]。
- 路德維希·范·貝多芬（1770–1827）生平創作了唯一一部歌劇作品，也是歌劇史上主要德語歌劇之一《费德里奥》[16]，敘述政治壓迫下的自由。
- 加斯帕羅‧斯蓬蒂尼（1774–1851）。雖然斯蓬蒂尼是義大利人，他的作品卻是風靡於拿破崙時代的法國。他的歌劇名作《貞潔的修女》（La vestale）影響了貝里尼與白遼士[17]。
- 丹尼爾·弗朗索瓦·埃斯普雷特·奧柏（1782–1871）。法國作曲家，以《特拉奇納小旅館》（Fra Diavolo）與《古斯塔夫三世》（Le domino noir）等昂揚的喜歌劇作品著稱。他的莊歌劇《波爾提契的啞女》（La muette de Portici）1830年於布魯塞爾演出後，意外引發革命風潮，因而創建了比利時[18]。
- 卡爾·馬利亞·馮·韋伯（1786–1826）為挑戰義大利美聲唱法的優越地位而新創德國浪漫主義歌劇[19]。韋伯善於掌握管弦樂色彩與氛圍，但他所合作的劇本作家才情卻無法與他相襯；韋伯僅有《魔彈射手》（Der Freischütz）一部歌劇獲得多次演出機會。儘管韋伯英年早逝，但他對後來的德國作曲家，尤其是華格納，有極深遠的影響力。
- 賈科莫·梅耶貝爾（1791–1864）。典型法國莊歌劇作曲家。梅耶貝爾的大型狂妄劇（extravaganzas），如《胡格諾教徒》（Les Huguenots）與《先知》（Le prophète），在當代十分受歡迎[20]。
- 喬奇諾·羅西尼（1792–1868）結合了美聲唱法與莊歌劇。他不朽的《塞維利亞的理髮師》（Barber of Seville）是20世紀仍有公演的作品[21]， 但他的嚴肅歌劇作品，如《賽米拉米德》（Semiramide）與《埃爾米翁內》（Ermione），公認為僅有具備相當程度歌唱技巧的歌者才能勝任的傑作，現也有歌者重新演繹。羅西尼的絕筆之作《威廉·泰爾》（Guillaume Tell）則極具廣度[21]，只有19世紀時威爾第、穆索斯基與華格納的作品能與之媲美。
- 葛塔諾·董尼采第（1797–1848）。同羅西尼與貝里尼，董尼采第普遍公認為「美聲歌劇」大師之一。《拉美莫爾的露西亞》常被視為其代表作[22]。
- 雅克·弗洛蒙塔爾·阿萊維（1799–1862）。與梅耶貝爾同為法國最具名的莊歌劇作曲家。阿萊維的代表作是《猶太少女》（La Juive），描述15世紀德國一件有關宗教偏執的故事[23]。

### 1800年–1849年
- 文琴佐·貝里尼（1801–1835）。以《諾瑪》（Norma）與《清教徒》（I puritani）等劇作著稱，貝里尼公認是美聲歌劇最重要的作曲家之一[24]。
- 埃克托·白遼士（1803–1869）。白遼士曾努力嘗試為己開拓歌劇生涯，卻不幸受到守舊樂界當權者的阻礙[25]。儘管如此，他仍不懈的創作了《契里尼》（Benvenuto Cellini）與《貝雅特麗與本尼迪克》（Béatrice et Bénédict），以及他的名作、史詩劇《特洛伊人》（Les Troyens）[26]。《特洛伊人》也是當時唯一重要度能與華格納樂劇相提並論的法國歌劇。白遼士的「戲劇傳奇」《浮士德的天譴》（La damnation de Faust）近年也以歌劇形式上演。
- 米哈伊爾·格林卡（1804–1857）以其歷史劇《效命沙皇》（A Life for the Tsar）與童話作品《魯斯蘭與盧蜜拉》（Ruslan and Lyudmila）奠定了俄國歌劇傳統[27]。
- 昂布魯瓦·托馬（1811–1896）。法國作曲家，以歌劇《迷孃》（Mignon）與《哈姆雷特》（Hamlet）著稱[28]。
- 理察·華格納（1813–1883）。（德語：Wilhelm Richard Wagner，1813年5月22日—1883年2月13日），德國作曲家、劇作家，以其歌劇聞名。華格納不同於其他的歌劇作曲家，他不但作曲，還自己編寫歌劇劇本。他是德國歌劇史上一位舉足輕重的人物。
- 朱塞佩·威爾第（1813–1901）曲風多變，代表作包括《弄臣》（Rigoletto）、《遊唱詩人》（Il Trovatore）、《茶花女》（La traviata）、《唐·卡洛斯》（Don Carlos）、《阿依達》（Aida）、《奧泰羅》（Otello）等。威爾第的歌劇作品稱霸著世界舞台[29]。

- 夏爾·古諾（1818–1893）常以文學為主題創作抒情歌劇，作品包括《羅密歐與茱麗葉》（Roméo et Juliette）與《蜜瑞兒》（Mireille）。他的《浮士德》雖被評為「維多利亞主義」，卻是史上最受歡迎的歌劇之一，至今仍常被選作演出曲目[26]。
- 雅克·奧芬巴哈（1819–1880）是法國輕歌劇（operetta）的創建者。他作品豐碩，也多受到巴黎民眾喜愛，名作有《巴黎人生》（La vie Parisienne）與《天堂與地獄》（Orpheus in the Underworld），以悅耳旋律與諷刺感染力聞名[30]。奧芬巴哈臨終時正在創作較為嚴肅的歌劇《霍夫曼的故事》（Les Contes d`Hoffmann）。
- 貝多伊齊·史麥塔納（1824–1884）建立了捷克民族歌劇，代表作包括《達利波》（Dalibor）等[31]。他的民間喜劇《交易新娘》（The Bartered Bride）亦揚名於國際。
- 小約翰·史特勞斯（1825－1899），「圓舞曲之王」，將本身擅長的華爾滋、波爾卡等流行舞曲曲風引入輕歌劇音樂當中，至今仍經常上演的作品有《蝙蝠》和《吉普賽男爵》等。
- 亞歷山大·鮑羅定（1833–1887）。「週末作曲家」，花費17年光陰著成歌劇《伊果王子》（Prince Igor），在俄國歌劇樂界佔有重要地位[32]。
- 卡米爾·聖-桑（1835–1921）。法國作曲家，生平創作了多部歌劇作品，以聖經劇作《參孫與達利拉》（Samson et Delila）在樂壇佔有一席之地[33]。
- 萊奧·德利布（1836–1891）。法國作曲家，以其歌劇《拉克美》（Lakmé）中的花之二重唱聞名於世，也成為花腔女高音展現雄厚歌唱實力的必選曲目之一[34]。
- 喬治·比才（1838–1875）。比才的名作《卡門》（Carmen）是世界上最著名的歌劇之一，也是各國歌劇院必演出的劇碼，其劇情亦不斷在大眾與評論界間引發爭論[35]。
- 莫傑斯特·穆索斯基（1839–1881）。穆索斯基一生僅完成了一部歌劇作品，但《鮑里斯·戈東諾夫》（Boris Godunov）獨樹一格的民族主義者角色啟發了後世許多俄國作曲家[36]。
- 彼得·伊里奇·柴可夫斯基（1840–1893）。柴可夫斯基普遍以《葉甫蓋尼·奧涅金》（Eugene Onegin）與《黑桃皇后》（The Queen of Spades）二部劇作為眾人所知[37]。相較於同時代的穆索斯基，柴可夫斯基對開創俄國特有歌劇風格較無興趣；他的作品中也可觀察到其受莫札特、美聲唱法與比才《卡門》影響的跡象[38]。
- 艾曼紐·夏布里耶（1841–1894）志於創作華格納風格的莊歌劇，但現多以《星星》（ L'étoile）與《身不由己的國王》（Le roi malgré lui）等輕歌劇為人稱譽，其也受拉威爾與普朗克音樂家推崇[39]。
- 安東寧·德弗札克（1841–1904）是史麥塔納與楊納傑克間最重要的捷克歌劇作曲家。他以水女神神話為主題創作的《露莎卡》（Rusalka）為其最著名之作[40]。
- 儒勒·馬斯內（1842–1912）。「美好年代」最具代表性的法國歌劇作曲家人選之一，馬斯內才情洋溢、劇作豐碩，劇作主題廣泛[41]。他的聲望在一次大戰時些許下滑，但《維特》（Werther）與《瑪儂》（Manon）仍是馬斯內的不朽之作[42]。
- 亞瑟·蘇利文（1842－1900）。與文學家吉伯特合作創作輕歌劇，以吉伯特與蘇利文知名。其輕歌劇作品風趣幽默，藝術水準較高，在英語國家長期盛演不衰，並為音樂劇的風格形成打下重要基礎。代表作包括《皮納福號軍艦》《日本天皇》等。
- 尼古拉·林姆斯基-高沙可夫（1844–1908）。俄國作曲家，善以傳說與歷史題材創作多采多姿的歌劇[43]。

- 阿里格·博伊托（1842–1918）。最著名的作品是梅菲斯特。
- 阿米爾凱爾·龐開利（1834–1886）。最著名的作品是歌女喬宮達。

### 1850年–1899年

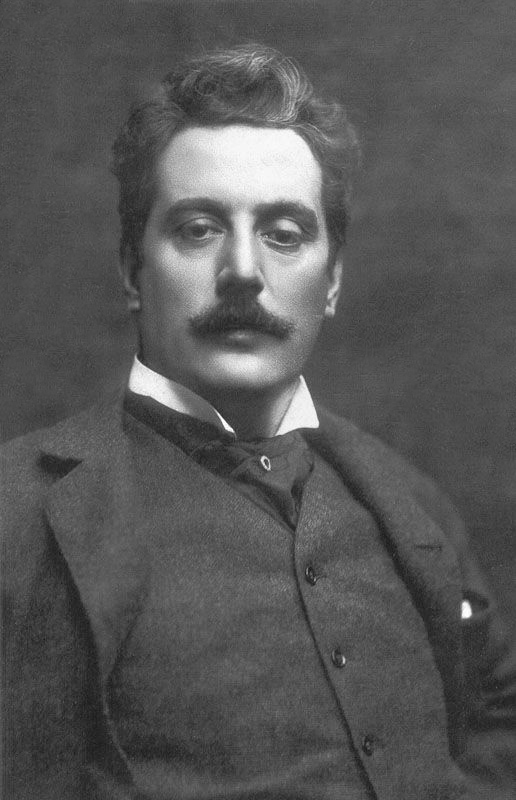
賈科莫·普契尼

- 萊奧什·楊納傑克（1854–1928）。楊納傑克首部成熟的歌劇《顏如花》（Jenůfa）融合了民謠般的旋律、效仿穆索斯基對自然對白節奏的強調，以及具力度的角色導向劇情[44]；他後期的作品則日益簡潔，反覆旋律片段、浪漫的情感爆發及創新的管弦樂編曲，結合多樣化的劇目，使之難以定義出個人特色。
- 魯傑羅·萊翁卡瓦洛（1857–1919）義大利作曲家，以寫實主義（verismo）著稱。他的《丑角》（I pagliacci）是歌劇巨作之一，常被認為與馬斯卡尼的《鄉村騎士》（Cavalleria rusticana）齊名[45]。
- 賈科莫·普契尼（1858–1924）。義大利歌劇樂界中朱塞佩·威爾第唯一真正的繼承者[46]，《托斯卡》（Tosca）、《波希米亞人》（La Bohème）與《蝴蝶夫人》（Madama Butterfly）皆名列現今最受歡迎與讚賞的歌劇。
- 古斯塔夫·夏龐蒂埃（1860–1956）。法國作曲家，創作了以巴黎工人階級地區為背景的歌劇《露伊絲》（Louise）[47]。
- 克勞德·德布西（1862–1918）。如同貝多芬，德布西生平僅創做了一部歌劇，但他取材自梅特林克的象徵主義劇作《佩利亞與梅麗桑》（Pelléas et Mélisande）卻是20世紀樂劇的極重要之作[48]。《佩》劇在許多方面而言是部「反歌劇」，如首映會的觀眾所預期般，內含了些許傳統唱腔或情節，但德布西以維妙的管弦樂編曲創造了一種難以言喻的夢幻氛圍，至今仍為觀眾津津樂道。
- 皮埃特羅·馬斯卡尼（1863–1945）。義大利作曲家，以劇作《鄉村騎士》（Cavalleria rusticana）最為眾人所知，其常被與萊翁卡瓦洛的《丑角》（I pagliacci）相提並論[49]。
- 理察·史特勞斯（1864–1949）。史特勞斯是20世紀初年，極少數願意挑戰、最後並超越華格納革新巨作的歌劇作曲家[50]。他創作了數部至今仍十分受歡迎的歌劇，包括《莎樂美》（Salome）、《厄勒克特拉》（Elektra）與《玫瑰騎士》（Der Rosenkavalier）[36]。
- 漢斯·普菲茨納（1869–1949）。華格納的繼承者，普菲茨納以歌劇《帕萊斯特里納》（Palestrina）著稱，探求了傳統與革新音樂間的爭執[51]。
- 弗朗茲·萊哈爾（1870－1948）。傑出輕歌劇作曲家，開創維也納輕歌劇的白銀時代，並為音樂劇的風格形成打下重要基礎。他的轻歌剧《风流寡妇》获得世界性的胜利，其他較著名的作品有《卢森堡公爵》、《微笑的大地》、《帕格尼尼》和《沙皇太子》。
- 阿諾·荀白克（1874–1951）。重要現代主義作曲家、十二音列的設計者。以表現主義單人劇《期待》（Erwartung）開始了他的歌劇創作生涯。他逝世時，留下未完成的著名歌劇作品《摩西與亞倫》（Moses und Aron）[52]。
- 莫里斯·拉威爾（1875–1937）創作了二部短但創新的歌劇：以幼童世界為主題的《頑童與魔法》（L'enfant et les sortilèges），以及帶有西班牙風味的《西班牙時光》（L'heure espagnole）[53]。
- 弗朗茲·施雷克爾（1878–1934）。奧地利表現主義作曲家。施雷克爾的人氣曾一度與理察·史特勞斯相匹敵，但由於其猶太血統而受到納粹主義者打壓。他的歌劇作品有《遙遠的聲音》（Der ferne Klang）與《被烙印的人》（Die Gezeichneten）[54]。
- 伊果·史特拉汶斯基（1882–1971）。在創作了受高沙可夫啟發的《夜鶯》（Nightingale），以及近歌劇《雷納德》（Renard）與《士兵的故事》（Histoire du Soldat）之後，史特拉汶斯基再以使用全音階的「數字」歌劇《浪子的歷程》（The Rake's Progress）震撼了20世紀歌劇樂壇[55]。
- 阿爾班·貝爾格（1885–1935）。由於作品多使用浪漫主義晚期的傳統無調音樂[56]與悲劇劇本，貝爾格的代表作《伍采克》（Wozzeck）和《露露》（Lulu）在他逝後仍廣泛為後世演出[57]。
- 巴托克·貝拉（1881–1945）僅創作了一部歌劇《藍鬍子公爵的城堡》（Duke Bluebeard's Castle），但卻是20世紀音樂戲劇巨作，同時也是唯一登上國際歌劇舞台、地位穩固的匈牙利作品[58]。
- 謝爾蓋·普羅科菲耶夫（1891–1953）。俄國傳統歌劇的重要現代作曲家[59]。普羅科菲耶夫的歌劇作品，從滑稽童話《三橘之戀》（The Love for Three Oranges），到黑暗奧秘的《火天使》（The Fiery Angel）、《戰爭與和平》（War and Peace），題材極廣。如同蕭士塔高維契，普羅科菲耶夫受到蘇聯藝術管制的壓迫，但他的作品近來頗受瓦列里·格吉耶夫等指揮家的喜愛。
- 保羅·欣德米特（1895–1963）。德國作曲家，一次大戰後始展露頭角。他的著名歌劇《畫家馬蒂斯》（Mathis der Maler）描述了危難中一名畫家的故事，常被視為欣德米特在第三帝國的寫照[60]。
- 喬治·蓋希文（1898–1937）以歌劇《波吉和貝絲》（Porgy and Bess）在樂壇佔有一席之地[61]。

- 法蘭切思科·奇萊亞（1866–1950）。最著名的作品是阿德麗雅娜·雷庫魯兒。
- 安伯托·喬達諾（1866–1950）。最著名的作品是安德烈·謝尼耶。
- 阿佛列多·卡塔拉尼（1854–1893）。最著名的作品是華麗小姐。

### 1900年–至今
- 威廉·華爾頓（1902–1983）。華爾頓的重要歌劇作品是《特羅魯斯與克蕾希塔》（Troilus and Cressida）[62]。
- 邁克爾·蒂皮特（1905–1998）。蒂皮特是大概是班傑明·布里頓之後最著名的英國作曲家。他的歌劇常以抽象與社會題材為主，包括《仲夏之婚》（The Midsummer Marriage）與《精緻花園》（The Knot Garden）[63]。
- 迪米崔·蕭士塔高維契（1906–1975）。蕭士塔高維契最著名、描述俄國鄉下的一段狂戀故事的歌劇《穆森斯克郡的馬克白夫人》（Lady Macbeth of the Mtsensk District），震驚了蘇聯當局，迫使他後來又創作了受審版本《凱特莉娜·伊斯瑪洛伐》（Katerina Ismailova）。原始版本後成為21世紀最常被搬上舞台的劇作之一[64]。
- 塞繆爾·巴伯（1910–1981）。美國作曲家，創作了兩部歌劇《凡妮莎》（Vanessa）與《安東尼與克莉奧佩屈拉》（Antony and Cleopatra）[65]。
- 吉安·卡洛·梅諾蒂（1911–2007）。義裔美國作曲家，以聖誕歌劇《阿毛與夜訪客》（Amahl and the Night Visitors）最為著名，是首部特地為電視而創作的歌劇[66]。
- 班傑明·布里頓（1913–1976）。少數獲得國際高度評價的英國歌劇作曲家之一，同時也是20世紀極少數在首演後仍被繼續搬上舞台的歌劇的作曲家。布里頓的代表作有《彼得·葛萊姆》（Peter Grimes）、《仲夏夜之夢》（A Midsummer Night's Dream）與《旋轉的螺絲》（The Turn of the Screw）[67]。
- 漢斯·維爾納·亨策（1926年生）。二次大戰後最廣為演出之歌劇的作曲家之一，亨策的劇作有《酒神的伴侶》（The Bassarids）與《給年輕情侶的悲歌》（Elegy for Young Lovers）[68]。
- 彼得·馬克斯韋爾·戴維斯（1934年生）。英國「曼徹斯特學派」的現代主義者，戴維斯創作了許多劇作，包括《泰凡納》（Taverner）與《聖馬格努斯的殉難》（The Martyrdom of Saint Magnus）[69]。
- 菲利普·格拉斯（1937年）。美國最重要的簡約流派作曲家，格拉斯與戲劇總監羅伯特·威爾森合作，以歌劇《沙灘上的愛因斯坦》（Einstein on the Beach）始展露頭角，隨後又創作了《法老王》（Akhnaten）與《航行》（The Voyage）等多部歌劇[70]。
- 約翰·亞當斯（1947年生）。如同格拉斯，亞當斯以簡約主義者為出發點。他取材自現代的歌劇，例如《尼克森在中國》（Nixon in China）與《克林霍夫之死》（The Death of Klinghoffer），獲得讚賞，也帶來政治論戰[71]。

## 主要女性歌劇作曲家

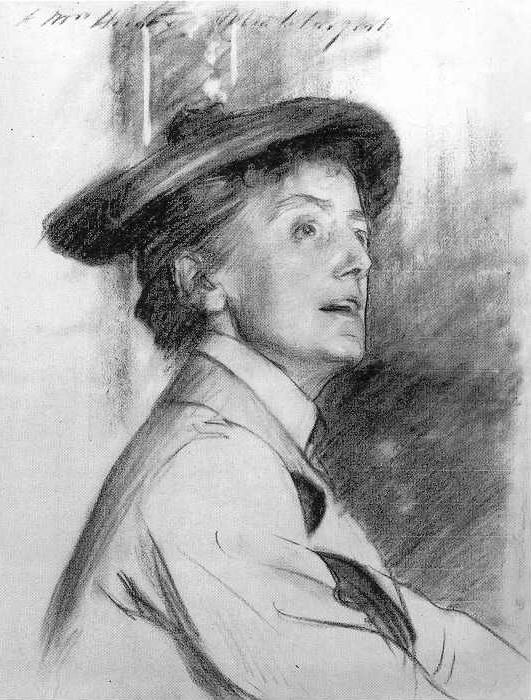
艾瑟兒·史密斯的素描，約翰·辛格·沙金特繪，1901年。

許多原因，包括歌劇的高製作開銷與社經地位，常被用以解釋為何相對於男性，極少數、甚至沒有女性作曲家達到入列標準。然而，有些專家不同意此類說法，並列舉了以下其中一位或兩位女性：
- 艾瑟兒·史密斯女爵（1858–1944）可能以她為「爭取女性參政權運動」（Suffragette）的付出最為著名；然而，史密斯亦創做了數部歌劇，例如《海盜》（The Wreckers）。
- 朱蒂絲·韋爾（Judith Weir，1954年生）於1987年開始創作全本歌劇，作品有《一夜京戲》（A Night at the Chinese Opera）。

### 參閱名單
本列表是根據訪問十位歌劇領域公認權威，所得的十份他們心目中的「重要歌劇作曲家」名單，再選出至少名列其中六份名單的作曲家（即清單上所有作曲家中的多數）彙編而成。朱蒂絲·魏爾名列於四份名單，遠多於其他女性作曲家。以下為所使用的名單：
1. .   [2010-01-23]. （原始内容存档于2008-04-30）.
2. .   [2010-01-23]. （原始内容存档于2010-01-19）.
3. .   [2010-01-23]. （原始内容存档于2010-01-19）.
4. 尼古拉斯·肯揚（英语：Nicholas Kenyon）在《Viking Opera Guide》（1993年版）的引言中所提及之作曲家 ISBN 0-670-81292-7
5. 「The Standard Repertoire of Grand Opera 1607–1969」，收錄於Norman Davies的《Europe: a History》（牛津大學出版，1996年；平裝版，皮米里科，1997年） ISBN 0-7126-6633-8
6. Mary Ann Smart在《The Oxford Illustrated History of Opera》年表中所提及之作曲家（牛津大學出版，1994年） ISBN 0-19-816282-0
7. Percy Scholes《The Oxford Companion to Music》「A Bird's Eye View of the World's Chief Opera Composers」（第十版，John Owen Ward修訂，1970年） ISBN 0-19-311306-6.
8. Composers with recordings included in The Penguin Guide to Opera on Compact Discs  ed. Greenfield, March and Layton (1993 edition) ISBN 0-14-046957-5.
9. The New Kobbe's Opera Book, ed. Lord Harewood (1997 edition) ISBN 0-399-14332-7.
10. .   [2010-01-23]. （原始内容存档于2020-07-25）. by Matthew Boyden. (2002 edition) ISBN 1-85828-749-9.

### 其他參考資料
- Sadie, Stanley (ed). . 1992. ISBN 0-333-73432-7 and ISBN 1-56159-228-5 请检查|isbn=值 (帮助)., at 5,448 pages, the largest general reference concerning opera in the English language.
- The Viking Opera Guide (1993)  ISBN 0-670-81292-7  Contributions are by noted specialists in their fields.
- Warrack, John; West, Ewan. . 1992. ISBN 0-19-869164-5.
- Boyden, Matthew;  et al. . 1997. ISBN 1-85828-138-5.
- Orrey, Leslie 與 Milnes, Rodney. . World of Art, Thames & Hudson. 1987. ISBN 0500202176.
- Encyclopedia Britannica: Macropedia Volume 24, 15th edition. "Opera" in "Musical forms and genres". ISBN 0-85229-434-4
- Parker, Roger (ed). . 倫敦: 牛津大學出版. 1994. ISBN 0-19-816282-0.